# Шпальт
Шпальт (нім. Spalt) — місто в Німеччині, розташоване в землі Баварія. Підпорядковується адміністративному округу Середня Франконія. Входить до складу району Рот.
Площа — 55,80 км2. Населення становить 5087 ос. (станом на 31 грудня 2020).

## Географія

### Сусідні міста та громади
Шпальт межує з 8 містами / громадами:
- Абенберг
- Георгенсгмюнд
- Реттенбах
- Пляйнфельд
- Абсберг
- Гаундорф
- Міттелешенбах
- Віндсбах

## Галерея

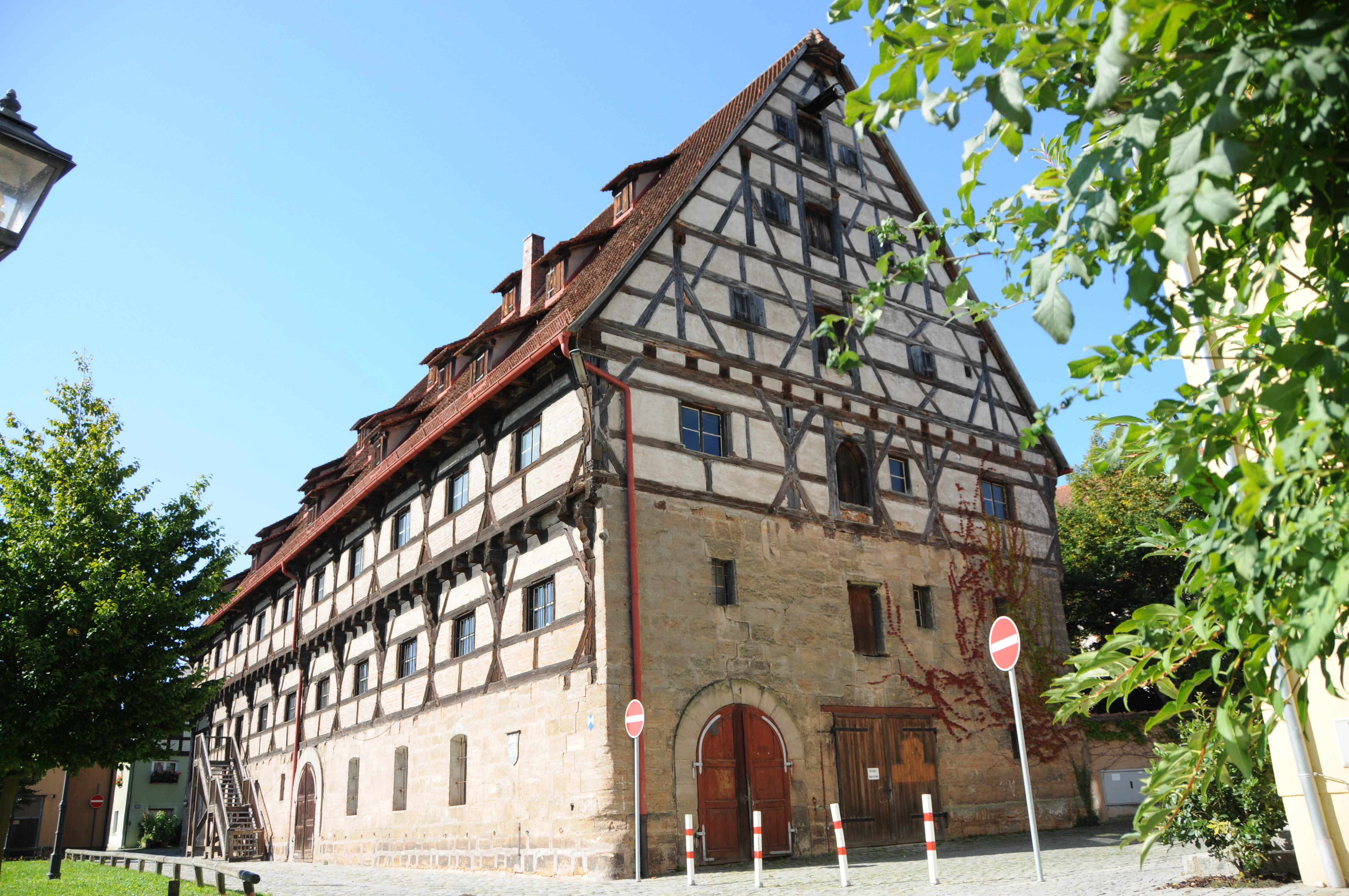
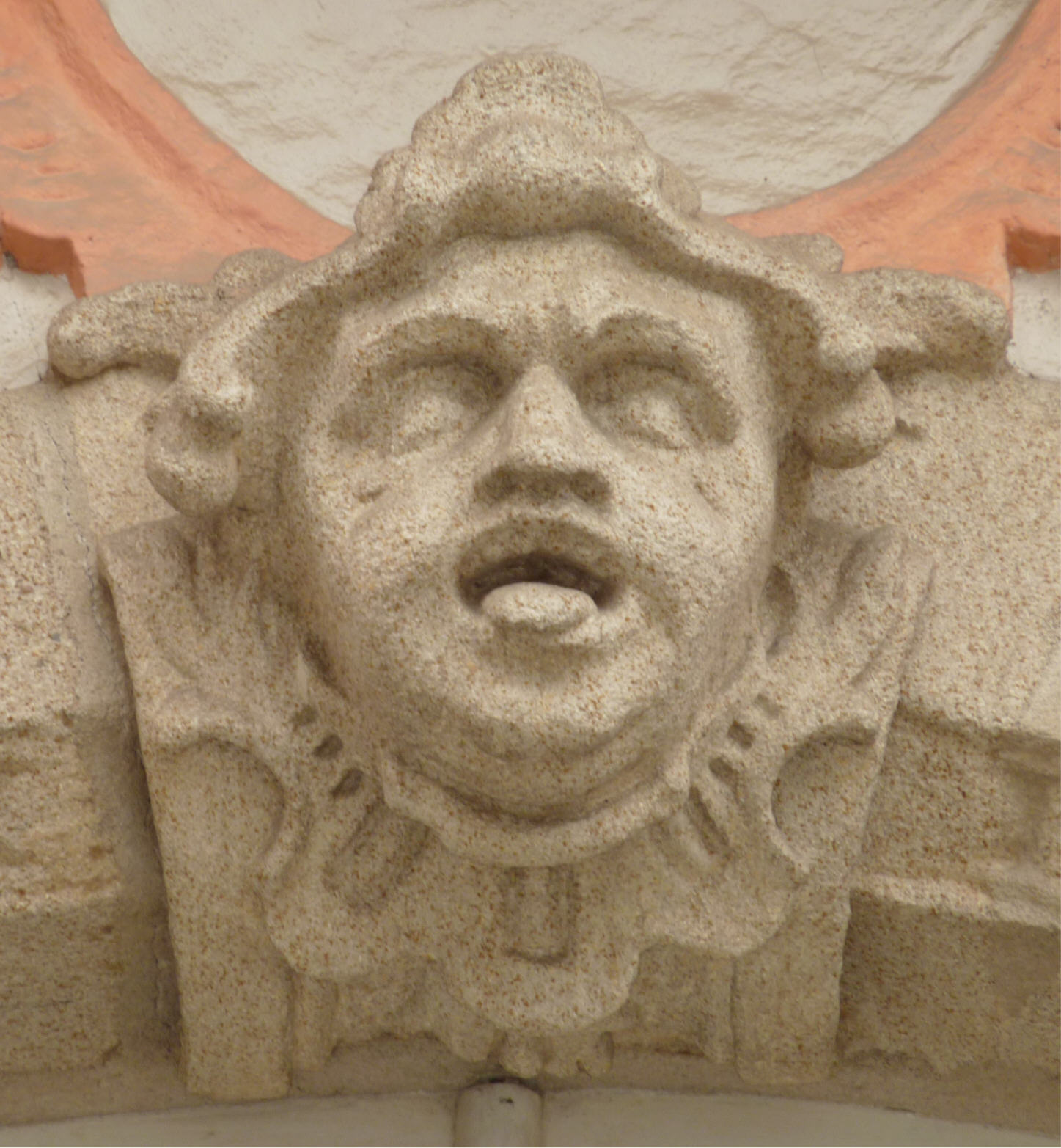
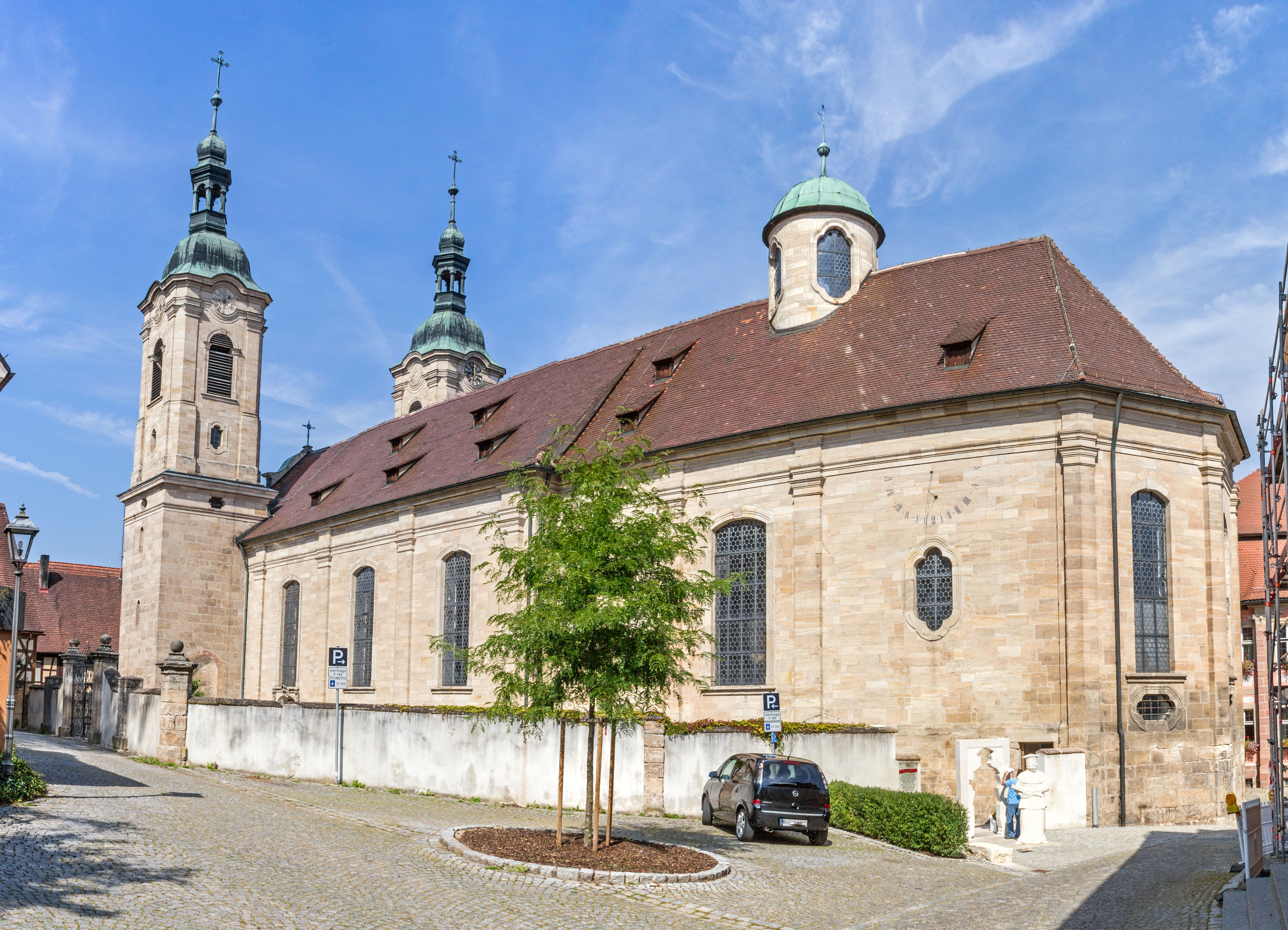
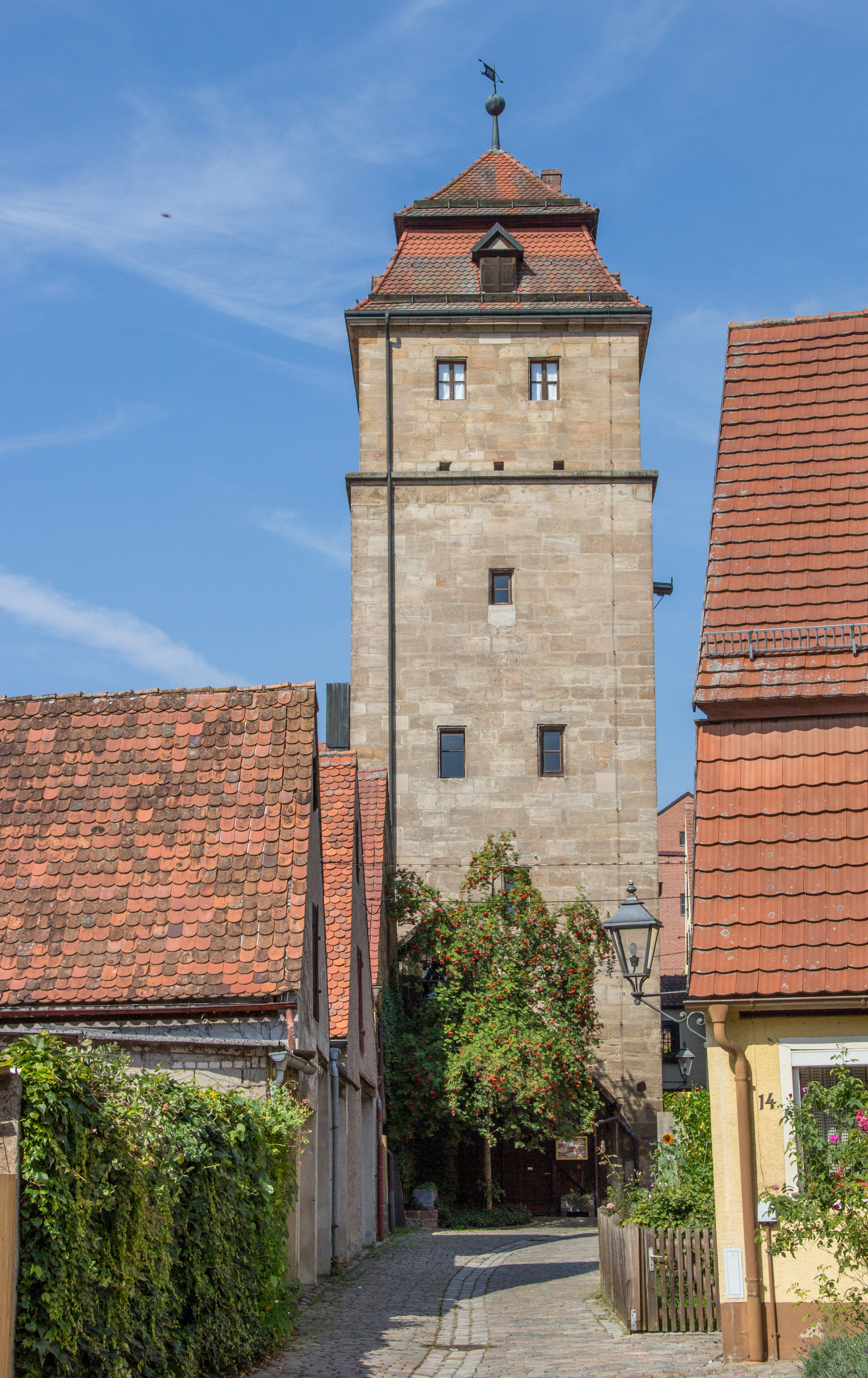
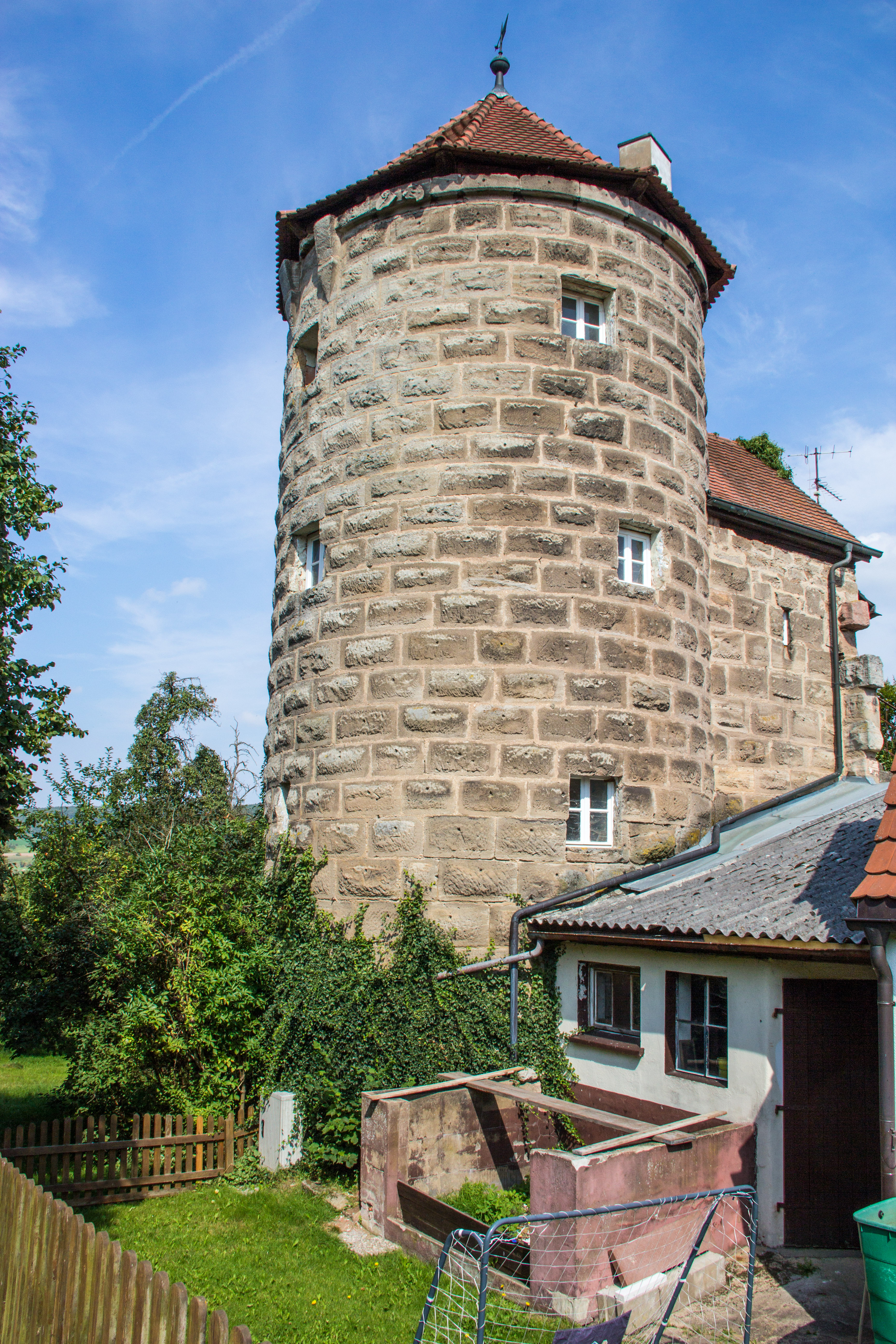
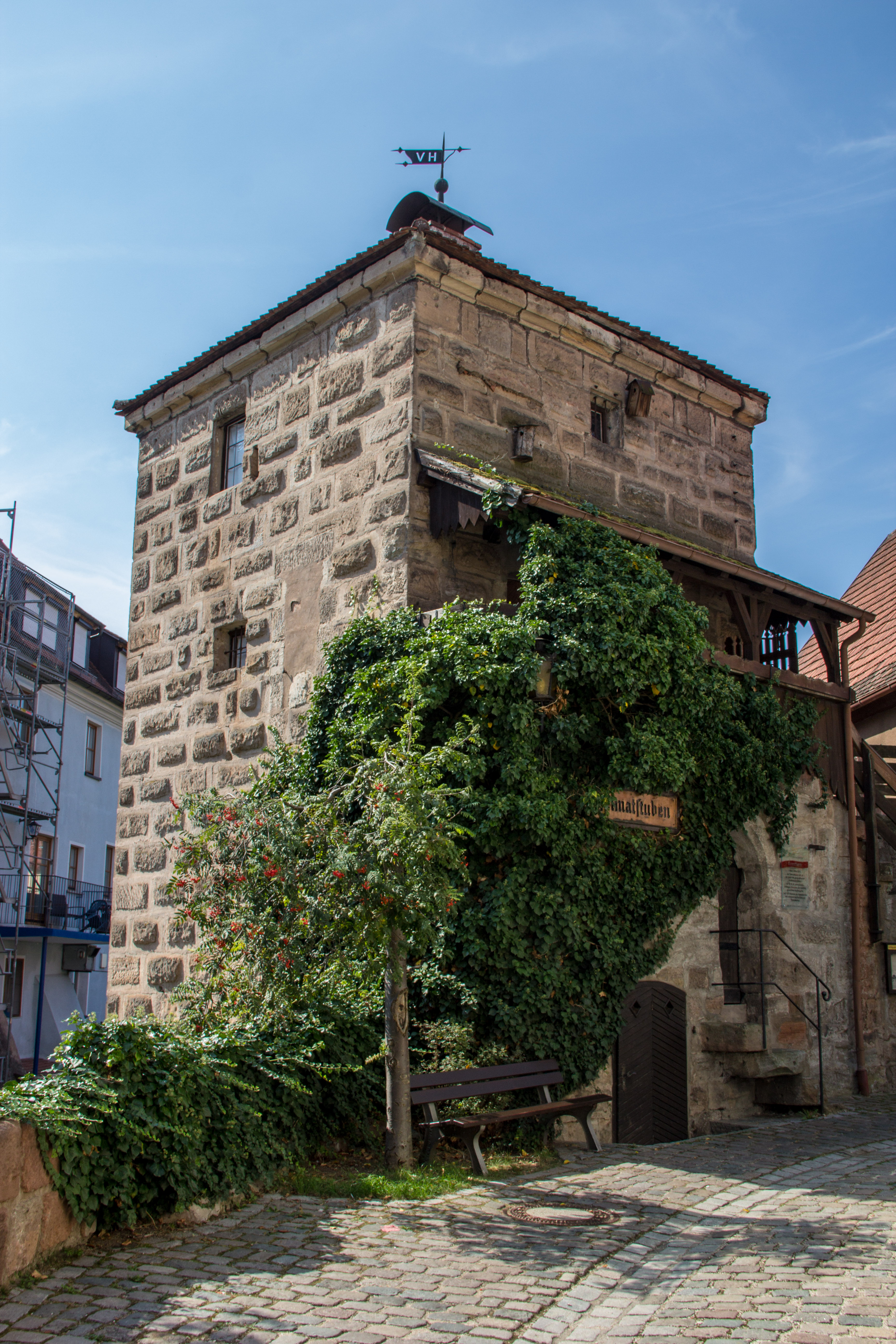